# 기오 (시라뵤시)

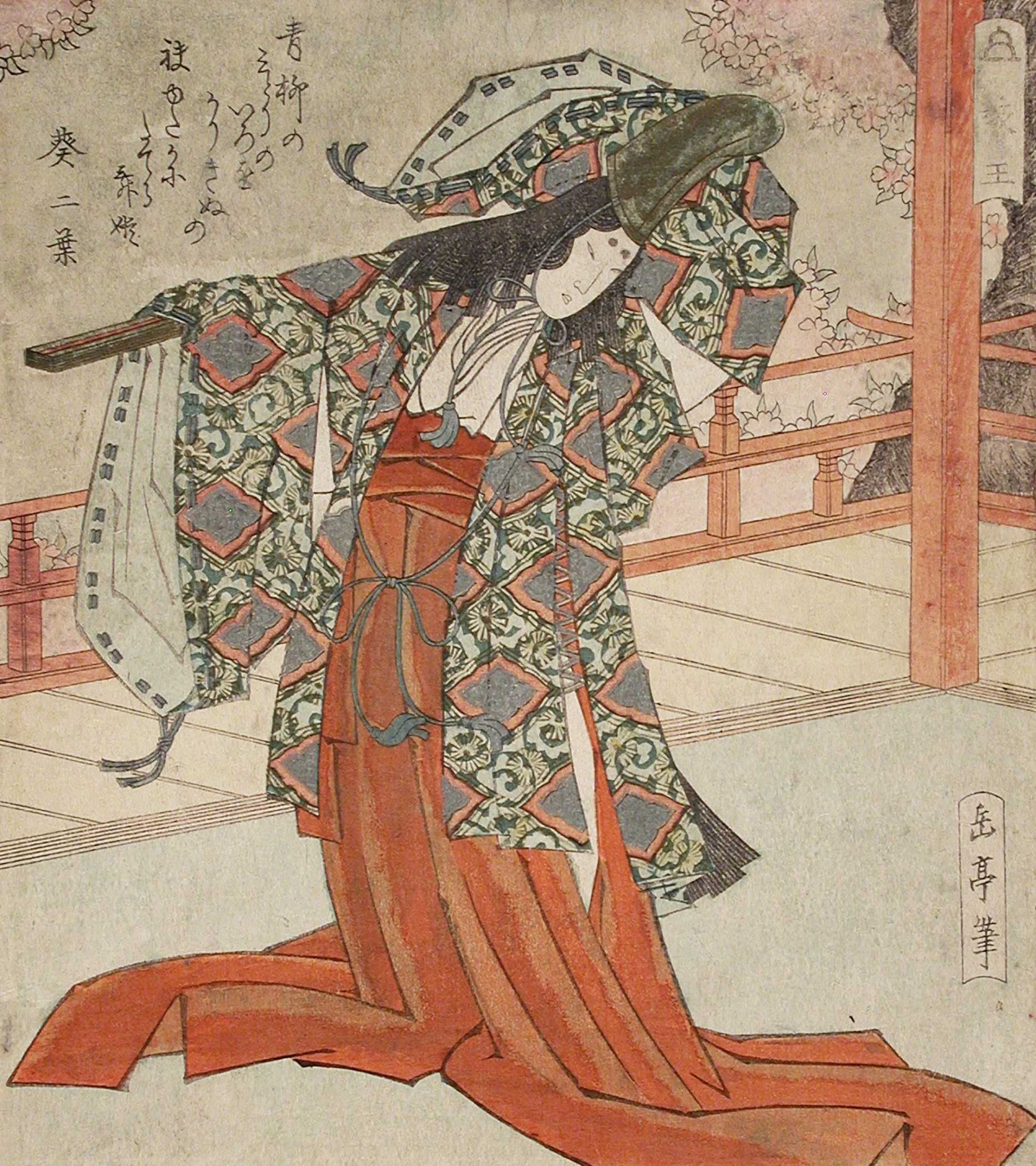
가쿠테이 글씨 「妓王」

기오(일본어: 妓王/祇王 ぎおう[*], 생년 미상 - 조안 2년 8월 15일 (1172년 9월 4일) ? )는 헤이안 시대 말기의 시라뵤시이다. 『헤이케모노가타리(平家物語)』 (제 1권 6 「기오(祗王)」)에 등장한다. 

## 인물
헤이케의 가인 에베 쿠로 토키히사의 딸이다. 오미국 기오무라 (현 시가현 야스시)에서 태어났다. 탄생지에는 기오의 명복을 빌기 위해 세워진 기오지가 현존하고 있다. 
어머니 토지(刀自), 여동생 기죠(妓女)와 함께 교토에서 유명한 시라뵤시가 되어, 타이라노 키요모리에게 총애를 받았다. 가뭄으로 고통받는 고향 마을 사람들을 구하기 위해, 태어나고 자란 고향인 야스에 물길을 내줄 것을 키요모리에게 부탁했다. 그리고, 그 강은 기오이가와라 불리며 현존하고 있다. 그 후, 입도상국 (키요모리)의 총애는 호토케고젠으로 옮겨져, 기오에게는 곁을 내어주는 일이 없어지고 말았다. 호토케는 원래 기량에 따라 다이빙으로 재주를 팔았는데, 키요모리에게 문전박대를 당하는 것을 기오가 받아준 건물 앞, 그녀에게 은의를 느끼고 말을 걸도록 촉구했는데, 역효과로 키요모리는 기오를 쫒아내라고 명했다. 떠나려는 참에 기오가 장지문에 남긴 한 수가 다음과 같다.
```
萌え出づるも 枯るるも同じ 野辺の草 いづれか秋に あはで果つべき
싹트거나 시들거나 같은 들판의 풀 한줄기 가을에 자라야 해
```

지급도 끊긴 냉대 끝에, 호토케고젠의 위로를 받는 수모를 당하고 자살을 생각하기까지 이르렀다. 그러나, 어머니의 설득으로 단념하고, 어머니 토지(刀自), 여동생 기죠(妓女)와 함께 사가오세이인 (현 기오지)으로 불문에 들어갔다. 당시 21세였던 것으로 알려졌다.

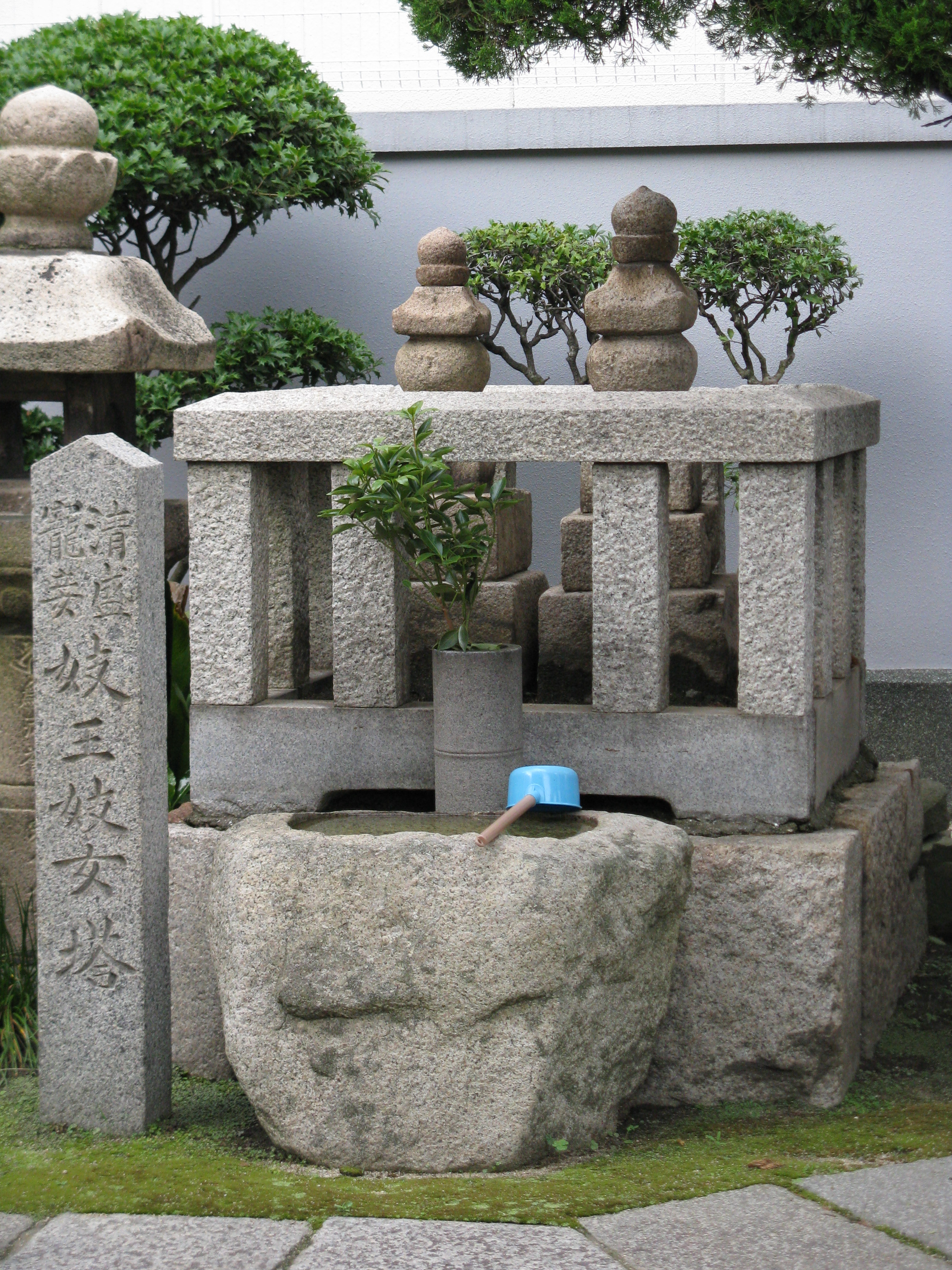
라이고지 기오기죠탑. 기오와 기죠의 묘로 알려졌다.

기오지에 있는 비에는 "성여선니 죠안 2년 임진 8월 15일적"이라고 쓰여있는데, "성여선니"는 기오를 가리키는 것으로 알려져 있으며, 조안 2년 8월 15일 (1172년 9월 4일)에 사망한 것으로 알려져 있다. 「기오기(祇王忌)」는 음력 2월 14일로 여겨져, 봄의 계절어로 되어있다. 한편, 기오가 주선해준, 키요모리의 총애를 받던 조안 4년 (1174년)에 상경한 것으로 알려져 있어, 모순이 발생하고 있다.

## 관련 작품

### 영화
- 무사시노보벤케이 (1942년, 토호) - 배우 石上都
- 단노우라요마쿠라합전기 (1977년, 닛카츠) - 배우 야마시나 유리

### TV드라마
- 신 헤이케모노가타리 (1972년, NHK대하드라마) - 배우 나미노 쿠리코
- 설의 화 (1982년, TBS) - 배우 스기하라 소노미
- 미나모토노 요시츠네 (1991년, 니혼테레비) - 배우 키시다 쿄코
- 타이라노 키요모리 (2012년, NHK대하드라마) - 배우 오노에 유카리

### TV애니메이션
- 헤이케모노가타리 (2022년, 후지테레비) - 성우 이노우에 키쿠코